# Байгельди, Омирбек
Омирбек Байгельди (каз. Өмірбек Бәйгелді; 15 апреля 1939, а. Ерназар, Джамбульский район, Джамбульская область — 3 апреля 2024, Астана, Казахстан) — государственный деятель Республики Казахстан, советский и казахский политолог, доктор экономических наук, академик Академии сельскохозяйственных наук Казахстана (1998), член-корреспондент Международной инженерной академии и Инженерной академии Казахстана (1992).

## Биография
Происходит из рода Шымыр племени дулат.
Окончил Алма-Атинский зооветеринарный институт (1962).
В 1962—1975 годах занимался научно-практической деятельностью в области организации и управления сельского хозяйства и промышленности. Издан сборник статей и докладов.
В 1975—1990 годах — заведующий отделом обкома, первый секретарь Кордайского райкома партии, председатель исполкома Джамбульского областного совета народных депутатов, первый секретарь Джамбульского обкома Компартии Казахстана.
С 1992 по 1995 год — руководитель Жамбылской областной администрации.
В 1995 году — советник президента РК.
В 1996—1999 годах — председатель Сената Парламента РК.
В 1999 году — заместитель председателя Сената Парламента РК.

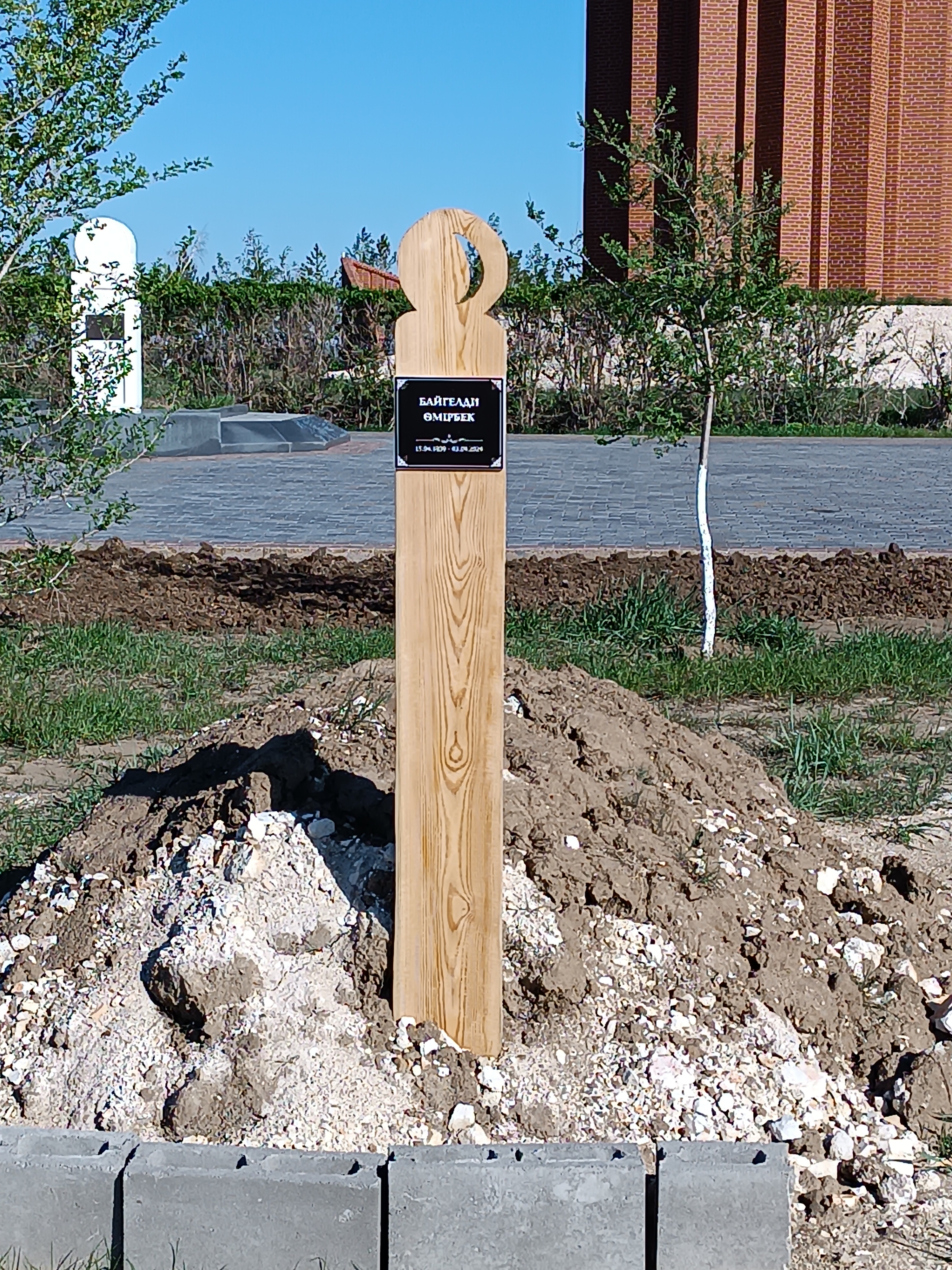

Скончался 3 апреля 2024 года в Астане на 85-м году жизни.

## Награды
- Орден Отан (27 августа 1999 года) — за заслуги перед Республикой Казахстан, значительный вклад в становление и развитие казахстанского законодательства, разработку и реализацию конституционных реформ.[6]
- Орден Курмет (1995)
- Орден Дружбы народов (1980)
- Орден Трудового Красного Знамени (1973)
- Орден «Содружество» (18 апреля 2001 года, Совет Межпарламентской Ассамблеи государств — участников СНГ) — за активное участие в деятельности Межпарламентской Ассамблеи и её органов, вклад в укрепление дружбы между народами государств — участников Содружества[7][8]
- Медаль «МПА СНГ. 25 лет» (27 марта 2017 года, Межпарламентская ассамблея СНГ) — за заслуги в деле развития и укрепления парламентаризма, за вклад в развитие и совершенствование правовых основ функционирования Содружества Независимых Государств, укрепление международных связей и межпарламентского сотрудничества[9]
- Почётная грамота Республики Узбекистан (26 мая 1994 года, Узбекистан) — за самоотверженный труд и высокое профессиональное мастерство, проявленные при подготовке и проведении Дней Республики Казахстан в Узбекистане[10]
- Памятный юбилейный знак «Манас-1000» (31 августа 1995 года, Кыргызстан) — за активное содействие в подготовке и праздновании 1000-летия эпоса «Манас» и большой вклад в укрепление дружбы между народами Казахстана и Кыргызстана[11].
- Почётная грамота Сената Парламента Республики Казахстан (2019) — за большой личный вклад в развитие парламентаризма и законотворческую деятельность.[12]
- Почётное звание «Қазақстанның еңбек сіңірген қайраткері» (Заслуженный деятель Казахстана) — за большой вклад в социально-экономическое культурно-политическое развитие независимого Казахстана. (2009 года)[13][14]
- Звания «Почётный гражданин Кордайского района Жамбылской области» (11 августа 2002 года) — за значительный вклад в социально-экономическое развитие района.[15]
- Звания «Почётный гражданин Жамбылской области» (2002 года) — за заслуги перед областью.[16]
- Награждён Благодарственным письмом Президента Республики Казахстан с вручением нагрудного знака «Алтын барыс».

Правительственные и юбилейные медали
- Медаль «Астана» (1998)
- Медаль «10 лет независимости Республики Казахстан» (2001)
- Медаль «В ознаменование 100-летия железной дороги Казахстана» (2004)
- Медаль «50 лет Целине» (2004)
- Медаль «10 лет Парламенту Республики Казахстан» (2005)
- Медаль «10 лет Конституции Республики Казахстан» (2005)
- Медаль «10 лет Астане» (2008)
- Медаль «20 лет независимости Республики Казахстан» (2011)
- Медаль «25 лет независимости Республики Казахстан» (2016)[17]